# Lemuriostroter heringi
Lemuriostroter heringi is een vlinder uit de familie van de slakrupsvlinders (Limacodidae). De wetenschappelijke naam van de soort is voor het eerst geldig gepubliceerd in 1965 door Viette.